# Kyōryū sentai Zyuranger
(Frase d'apertura della sigla di testa, con relativa traduzione in italiano)
Kyōryū sentai Zyuranger (恐竜戦隊ジュウレンジャー?, Kyōryū sentai Jūrenjā, traducibile come Zyuranger, la pattuglia di dinosauri) è una serie televisiva giapponese appartenente al franchise Super Sentai, di cui è la sedicesima serie.

## Trama
Pianeta Terra, anno 1992. Durante una missione spaziale, volta all'esplorazione del misterioso pianeta Nemesis, la cui orbita passa nelle vicinanze della Terra una volta ogni 170 milioni di anni, due astronauti giapponesi liberano involontariamente dalla sua prigionia la malvagia strega Bandora e i suoi (buffi) seguaci, responsabili dell'estinzione dei dinosauri.
Accortosi di ciò, l'immortale mago Barza risveglia i cinque membri delle antiche tribù umane che combatterono contro Bandora (Geki, Goushi, Dan, Boi e Mei) dallo stato di animazione sospesa in cui erano stati addormentati in caso del ritorno della strega, per proteggere la Terra dal suo desiderio di vendetta e distruzione.
Successivamente si unirà a loro il sesto Zyuranger e fratello maggiore di Geki, Burai e alle battaglie contro Bandora si affiancherà la ricerca delle ultime due uova di dinosauro ancora esistenti, da proteggere dall'ira della strega.

## Personaggi

### Zyuranger
Gli Zyuranger sono un gruppo di guerrieri, appartenenti a cinque tribù di un'antica umanità evolutasi dai dinosauri e che conviveva in pace con essi e con gli elfi all'epoca della preistoria. Ogni tribù era posta alla protezione di un animale totemico (tirannosauro, mammut, triceratopo, smilodonte e pterodattilo) che sono il simbolo di ognuno dei guerrieri.
Dopo la guerra con Bandora sono stati ibernati, fino al risveglio della strega (ad eccezione del Dragon Ranger Burai, che sarà risvegliato in seguito). Alla fine della serie gli Zyuranger e Barza ascenderanno in Cielo, pronti a tornare nel caso la Terra abbia di nuovo bisogno di loro.
- Geki, principe della tribù Yamato/Guerriero della Giustizia, Tyranno Ranger  (ヤマト族プリンスゲキ• /正義の戦士ティラノレンジャー?,  Yamato Zoku Purinsu Geki / Seigi no TiranoRenjā Senshi)
- Goushi, Cavaliere della tribù Shama/ Guerriero della Sapienza, Mammoth Ranger (シャーマ族ナイトゴウシ• /知恵の戦士マンモスレンジャー?, Shama Zoku Naito goshi / Chie no ManmosuRenjā Senshi)
- Dan, Cavaliere della tribù Etofu/Guerriero del Coraggio Tricera Ranger (エトフ族ナイトダン• /勇気の戦士トリケラレンジャー?, Etofu Zoku Naito Dan / Yuki no TorikeraRenjā Senshi)
- Boi, Cavaliere della tribù Daim/ Guerriero della Speranza, Tiger Ranger (ダイム族ナイトボーイ• /希望の戦士タイガーレンジャー?, Daimu Zoku Naito Boi / Kibō non TaigāRenjā Senshi)
- Mei, Principessa della tribù Rishia/Guerriera dell'Amore, Ptera Ranger  (リシヤ族プリンセスメイ• /愛の戦士プテラレンジャー?, Rishiya Zoku Purinsesu Mei / Ai no Senshi PuteraRenjā Senshi)
- Burai, Cavaliere della tribù Yamato/Guerriero del Potere, Dragon Ranger (/力のブライ戦士ドラゴンレンジャー?, Yamato Zoku Naito Burai / Chikara no DoragonRenjā Senshi)

### Bandora Gang
La Gang di Bandora (バンドーラ一味?, Bandora Ichimi) è il gruppo formato dalla strega Bandora e dai suoi terribili (ma esilaranti) seguaci. Ha sede sulla Luna nel Bandora Palace (バンドーラパレス?, Bandora Paresu), risvegliatisi dopo una prigionia di 170 milioni di anni sul pianeta Nemesis, a causa di due imprudenti astronauti. Alla fine della serie saranno nuovamente imprigionati in un vaso.
Durante gli episodi combattono utilizzando i cosiddetti DoraMonster (ドーラモンスター?, Dōra Monsutā), creati da Puripurikan.
- Strega Bandora (魔女バンドーラ?, Majo Bandora): Autoproclamatosi la Strega più Grande del Mondo ed armata del suo DoraScepter, anticamente Bandora era la regina di un popolo di elfi che viveva sulla Terra al tempo dei dinosauri. Un giorno suo figlio Kai morì cadendo in un burrone, mentre era inseguito da un tirannosauro a cui aveva distrutto un uovo. Spinta dalla rabbia verso i dinosauri, Bandora fu trasformata dal demone DaiSatan in una potentissima strega, che mosse guerra a dinosauri e umani conducendo quasi completamente all'estinzione i primi, prima di essere imprigionata su Nemesis da Daijujin.
 Risvegliata da due incauti astronauti nel XX secolo, Bandora comincia ad attaccare la Terra, ma viene fermata dagli Zyuranger i quali riusciranno a salvare anche le ultime due uova di dinosauro esistenti, e nuovamente imprigionata coi suoi scagnozzi in un vaso.
 Per tenere d'occhio i suoi nemici usa il suo potente DoraScope ed effettua i suoi incantesimi più potenti sul DoraAltar. Occasionalmente canta la sua canzone Dora, The Song of Witch Bandora e quando perde soffre di mal di testa. Interpretata da Machiko Soga
- Griforzer (グリフォーザー?, Guriffōzā): mostro simile ad un grifone con la faccia leonina, aggressivo ed estremamente forte, Griforzer è il secondo in comando di Bandora e il marito di Lamie, armato della potentissima spada Grifocaliber IV. Prima del ritorno in vita di sua moglie era muto ed emetteva solo ruggiti. Il suo più grande avversario è Geki. Doppiato in originale da Kan Tokumaru ed interpretato da Takashi Sakamoto
- Bukkubakku (ブックバック?, Bukkubakku): esperto in armi dall'aspetto simile ad un troll, BukkuBakku viene spesso visto in coppia con Tottopatto con cui litiga spesso. Interpretato da Minoru Watanabe in forma di mostro e doppiato da Takeshi Watabe.
- Tottopatto (トットパット?, Tottopatto): alchimista vampiro senza ali, Tottopatto parla molto velocemente ed è sempre molto nervoso. Viene spesso mostrato in coppia con BukkuBakku, con cui litiga spesso. Ha un ruolo importante quando avvelena Mei e Dai trasformandoli in teppisti, costringendo Baza ad andare in cerca della mandragola per curarli. Interpretato da Kaoru Shinoda e doppiato da Hideaki Kusaka nella tuta da mostro.
- Puripurikan (プリプリカン?, Puripurikan): d'aspetto simile a un lepricauno bianco (il suo nome può infatti essere translitterato anche come Preplechuan), Purpurikan crea i mostri e i soldati Golem per Bandora con l'argilla Dokiita che prendono poi vita nella Neodora Machine. Non è proprio un personaggio malvagio, ma piuttosto un artista eccentrico. Sovente usa nelle sue frasi il verso "PuriPuri PuriPuri". Interpretato da Takako Iiboshi.
- Lamie (ラミイ?, Ramii): apparsa dall'episodio 19, Lamie moglie di Griforzer (a cui si rivolge chiamandolo Darling), ma d'aspetto più umano. Nota anche come l'Agente Segreto Scorpione (秘密蠍官?, Himitsu Sasorikan) Lamie è stata imprigionata per anni sulla Terra, e viene solo risvegliata successivamente da Bandora la quale gli ha dato il compito di trovare e distruggere le ultime due uova di dinosauro. Nella sua forma mostruosa si chiama Lamie-Scorpion (ラミィスコーピオン, Ramī Sukōpion?) con cui spesso corre in aiuto del marito. Alla fine della serie lei e Griforzer avranno un bambino con viso umano che nascerà all'interno del vaso in cui sono stati rinchiusi da Daijujin. Interpretata da Ami Kawai
- Kai (カイ?, Kai): apparso dall'episodio 47 all'episodio 50, si tratta del figlio di Bandora, resuscitato da Dai Satan per sferrare l'attacco finale alla Terra a bordo del Mecha Dora Talos (ドーラタロス?, Dōra Tarosu). Resuscitato Kai si dimostra essere molto più spietato di sua madre, arrivando anche a rifiutare i suoi abbracci e a terrorizzare i membri della Gang per la sua spietatezza. Nel pilotare il Talos, non esiterà inoltre a fare il lavaggio del cervello ai bambini di Tokyo amici degli Zyuranger usandoli come equipaggio. Alla fine Kai morirà di nuovo fra le braccia di sua madre, la quale piangendo perderà i suoi poteri dopo che Dai Satan e il Talos vengono distrutti da Ultimate Daijujin.
- Dai Satan (大サタン?, Dai Satan) apparso per la prima volta negli episodi da 30 e 31 (dove viene evocato attraverso la Satan Tower, per mezzo di bambini che Bandora intende sacrificargli) e successivamente dal 47 al 50, è il male supremo nell'universo degli Zyuranger. Colui che ha dotato Bandora dei suoi poteri di strega enfatizzando il suo odio per i dinosauri e gli umani. D'aspetto è una testa blu fluttuante con i capelli a punta. Alla fine viene battuto dagli Zyuranger con l'Ultimate Daijujin. Interpretato da Masahiko Urano e doppiato da Seizo Kato
- Soldati Golem (ゴーレム兵?, Gōremu Hei), sono i soldati semplici creati da Puripurikan, spesso usati per attaccare gli Zyuranger durante le loro missioni insieme al mostro del giorno. Esistono due versioni potenziate dei Golem: i capitani Golem (più spessi dei Golem normali e col corpo fatto di roccia) e (solo nell'episodio 29) i Dokiita Golem (強化ゴーレム兵?, Dokīta Gōremu)

### Altri
- Barza, il misterioso Saggio (不思議仙人バーザ?, Fushigi Sennin Bāza)
- Gnome (ノーム?, Nōmu)
- Ryota
- Tribù Apelo (アペロ族?, Apero Zoku)
- Jin (ジン?, Jin)
- La fata Dondon (妖精ドンドン?, Yōsei Dondon)
- Cloto, lo Spirito della Vita (命の精霊クロト?, Inochi no Seirei Kuroto)

## Bestie Guardiane
Le Bestie Guardiane (守護獣?, Shugojū) sono i robot utilizzati dagli Zyuranger in combattimento contro Bandora e i suoi mostri, anche se in realtà altro non sono che le incarnazioni degli antichi Dei Dinosauri, protettori delle cinque Tribù, che un tempo erano un'unica divinità. Alla fine della serie le Bestie Guardiane ascenderanno in cielo con gli Zyuranger e Barza.
Esistono in tutto sette Bestie Guardiane:
- Tirannosauro (守護獣 ティラノザウルス?, Shugojū Tiranozaurusu), venerata dalla tribù Yamato e pilotata Geki
- JuMammoth (守護獣 ジューマンモス?, Shugojū JūManmosu), venerata dalla tribù Shama e pilotata da Goushi
- Triceratopo (守護獣 トリケラトプス?, Shugojū Torikeratopusu), venerata dalla tribù Etofu e pilotata da Dan
- Smilodonte (守護獣 サーベルタイガー?, Shugojū SāberuTaigā), venerata dai Daim e pilotata da Boi
- Pterodattilo (守護獣 プテラノドン?, Shugojū Puteranodon), venerata dai Rishia e pilotata da Mei
- Dragon Cesar (守護獣 ドラゴンシーザー?,  Shugojū Doragon Shīzā), evocata da Burai tramite il pugnale-flauto Jusouken e da lui pilotata
- King Brachion (獣騎神キングブラキオン?, Jūkishin Kingu Burakion), re delle Bestie Guardiane ed unica a non necessitare di un pilota. D'aspetto è simile a un brachiosauro

### Combinazioni delle Bestie Guardiane
Daijujin

La prima combinazione conosciuta delle Bestie Guardiane è Daijujin (大獣神?, Daijūjin,  Grande Dio Bestia), creata dalla combinazione delle prime cinque bestie, le quali prima si uniscono nel Carro Bestia: DinoTanker (獣戦車ダイノタンカー?, Jūsensha: Dainotankā) al comando Assemblaggio, Dino Mission (合体・ダイノミッション?, Gattai Daino Misshon). Per poi trasformarsi in Daijujin al grido Hatsudō! Daijūjin (発動! 大獣神?,  letteralmente Invocazione, Daijujin).
Il Tirannosauro forma corpo e testa, lo Pterodattilo è l'addome, il Triceratropo e lo Smilodonte le gambe, mentre le braccia sono formate dallo JuMammoth, la cui testa forma lo scudo (il Mammoth Shield), mentre l'arma principale è la Spada del Dinosauro Godhorn (恐竜剣ゴッドホーン?, Kyōryū-ken: Goddohōn), e la sua fonte d'energia è la cosiddetta energia Gaitron, prodotta dalla luce del Sole (difatti Daijujin è debole se usato in caso d'eclissi. Come arma principale in forma di Dino Tanker sono i cannoni Beast Tank Cannons (獣戦車キャノン?, Jūsensha Kyanon) e il laser Beast Tank Storm (獣戦車ストーム?, Jūsensha Sutōmu).
Daijujin è il Dio che interagisce più spesso con gli Zyuranger nel corso della serie, aiutandoli e consigliandoli nei momenti di difficoltà
Gouryujin

Il Gouryujin (剛竜神?, Gōryūjin, Potente Dio Drago) è la fusione ottenuta dall'unione del Dragon Cesar con lo JuMammoth, il Triceratropo e lo Smilodonte a seguito dell'entrata di Burai nel gruppo. Per combattere usa una trivella chiamata Dragon Antler (ドラゴンアントラー?, Doragon Antorā) con cui sferra l'attacco Chō Bakuretsu, Ryūjin Tsuki ( 超爆裂龍神突き?)
Jutei Daijujin

La Fusione Imperiale Jutei Daijujin (獣帝合体獣帝大獣神?, Jūtei Gattai Jūtei Daijūjin,  Imperatore Bestia Daijujin) formata al comando Jutei Fusion prodotta dalla fusione di Daijujin con Dragon Caeser che si dispone su di lui come un'armatura. Questa fusione è in grado di usare un raggio di nome Kaiser Burst (カイザーバースト?, Kaizā Bāsuto), mentre il suo attacco finale è l'Empire Attack (エンパイアアタック?, Enpaia Atakku), una massiccia sfera di energia.
Ultimate Daijujin

L'ultima fusione è la Fusione Definitiva Ultimate Daijujin (究極合体究極大獣神?, Kyūkyoku Gattai Kyūkyoku Daijūjin,  Dio Bestia Definitivo), formata dallo Jutei Daijujin unito a King Brachion, nonché forma originale del Dio.
Questa combinazione è usata nel finale per sconfiggere Dai Satan con l'attacco finale Gran Punisher (グランパニッシャー?, Guran Panisshā) nell'ultimo episodio.

## Sigle
Sigla d'apertura
- "Kyōryū sentai Zyuranger" (恐竜戦隊ジュウレンジャー?, Kyōryū sentai Jūrenjā)
  - Testo: Gōji Tsuno & Reo Rinozuka
  - Musica: Gōji Tsuno
  - Arrangiamento: Kenji Yamamoto
  - Eseguita da: Kenta Sato

Ending theme
- "Bōken Shite Rappapīya!" (冒険してラッパピーヤ!? "Rappapīya the Adventure!")
  - Musica e Testo: Gōji Tsuno
  - Arrangiamenti: Kenji Yamamoto
  - Eseguita da: Pythagoras (ピタゴラス?, Pitagorasu)

## Episodi
| Nº | Titolo internazionale Giapponese 「Kanji」 - Rōmaji                                  | In onda           | In onda |
| Nº | Titolo internazionale Giapponese 「Kanji」 - Rōmaji                                  | Giapponese        |         |
| 1  | The Birth 「誕生」 - Tanjō                                                           | 21 febbraio 1992  |         |
| 2  | The Revival 「復活」 - Fukkatsu                                                      | 28 febbraio 1992  |         |
| 3  | Fight In The Land of Despair 「戦え絶望の大地」 - Tataka e Zetsubō no Daichi         | 6 marzo 1992      |         |
| 4  | Reawaken, Legendary Weapons 「甦れ伝説の武器」 - Yomigaere Densetsu no Buki          | 13 marzo 1992     |         |
| 5  | Scary Riddles 「怖～いナゾナゾ」 - Kowai Nazonazo                                    | 20 marzo 1992     |         |
| 6  | Arise! Daijujin 「立て!! 大獣神」 - Tate!! Daijūjin                                  | 27 marzo 1992     |         |
| 7  | I Can See You, I Can See You 「みえる、みえる」 - Mieru, Mieru                       | 3 aprile 1992     |         |
| 8  | Terror! Eaten In An Instant 「恐怖! 瞬間喰い」 - Kyōfu! Shunkan Kui                  | 10 aprile 1992    |         |
| 9  | Run! Prince of the Eggs 「走れタマゴ王子」 - Hashire Tamago Ōji                      | 17 aprile 1992    |         |
| 10 | Monkeys No More! 「猿はもうイヤ!」 - Saru wa Mō Iya!                                 | 24 aprile 1992    |         |
| 11 | My Master! 「ご主人さま!」 - Goshujin-sama                                           | 1º maggio 1992    |         |
| 12 | Papa's a Vampire!? 「パパは吸血鬼!?」 - Papa wa Kyūketsuki!?                         | 8 maggio 1992     |         |
| 13 | Fire! The Golden Arrow 「射て! 黄金の矢」 - Ite! Ōgon no Ya                          | 22 maggio 1992    |         |
| 14 | Become Small! 「小さくなァれ!」 - Chiisaku Naare!                                    | 29 maggio 1992    |         |
| 15 | Destroy! The Dark Super Sword 「破れ! 暗黒超剣」 - Yabure! Ankoku Chō Ken            | 5 giugno 1992     |         |
| 16 | The Great Sneeze Plot 「クシャミ大作戦」 - Kushami Dai Sakusen                       | 12 giugno 1992    |         |
| 17 | The Sixth Hero 「六人目の英雄」 - Rokuninme no Eiyū                                  | 19 giugno 1992    |         |
| 18 | The Hate-Filled Brother's Sword 「憎しみの兄弟剣」 - Nikushimi no Kyōdai Ken         | 26 giugno 1992    |         |
| 19 | Female Warrior Scorpion! 「女戦士サソリ!」 - Onna Senshi Sasori!                     | 3 luglio 1992     |         |
| 20 | Daijujin's Last Day 「大獣神最期の日」 - Daijūjin Saigo no Hi                        | 10 luglio 1992    |         |
| 21 | The Guardian Beast's Great Riot 「守護獣大あばれ」 - Shugojū Dai Abare               | 17 luglio 1992    |         |
| 22 | Combine! Gouryuujin 「合体! 剛龍神」 - Gattai! Gōryūjin                              | 24 luglio 1992    |         |
| 23 | I Like, Like the Super Miracle Ball 「好きすき超魔球」 - Suki Suki Chō Makyū         | 31 luglio 1992    |         |
| 24 | Turtles Forever 「カメでまんねん」 - Kame de Mannen                                  | 7 agosto 1992     |         |
| 25 | The Park Where Demons Dwell 「悪魔のすむ公園」 - Akuma no Sumu Kōen                  | 14 agosto 1992    |         |
| 26 | Together Spirits in Shaved Ice 「カキ氷にご用心」 - Kakigōri ni Goyō Kokoro          | 21 agosto 1992    |         |
| 27 | I Want to Eat Mei 「メイを食べたい」 - Mei o Tabetai                                 | 28 agosto 1992    |         |
| 28 | Great Upgrade! Clay Monsters 「大改造! 粘土獣」 - Dai Kaizō! Nengo Jū                | 4 settembre 1992  |         |
| 29 | A Mystery!? The Attacking Beast Knight God 「謎!? 襲う獣騎神」 - Nazo!? Osō Jūkishin | 11 settembre 1992 |         |
| 30 | Satan Comes!! 「サタンが来る!!」 - Satan ga Kuru!!                                   | 18 settembre 1992 |         |
| 31 | Reborn! The Ultimate God 「復活! 究極の神」 - Fukkatsu! Kyūkyoku no Kami             | 25 settembre 1992 |         |
| 32 | Geki, Slash Your Tears 「ゲキよ涙を斬れ」 - Geki yo Namida o Kire                    | 2 ottobre 1992    |         |
| 33 | Teach Me! The Jewel of Bravery 「教えて! 勇気玉」 - Oshiete! Yūki Tama               | 9 ottobre 1992    |         |
| 34 | Burai Lives! 「ブライ生きて!」 - Burai Ikite!                                        | 16 ottobre 1992   |         |
| 35 | Ninja Warrior, Boi 「忍者戦士ボーイ」 - Ninja Senshi Bōi                             | 23 ottobre 1992   |         |
| 36 | Smash It! The Mirror of Death 「くだけ! 死の鏡」 - Kudake! Shi no Kagami             | 30 ottobre 1992   |         |
| 37 | A Dinosaur is Born 「恐竜が生まれる」 - Kyōryū ga Umareru                            | 6 novembre 1992   |         |
| 38 | Princess Mei's Seven Metamorphoses 「メイ姫七変化!!」 - Mei-hime Shichi Henka        | 13 novembre 1992  |         |
| 39 | A Subterranean Beast's Tears 「地底獣の涙…」 - Chitei Jū no Namida                   | 20 novembre 1992  |         |
| 40 | Burai's Deathly Departure 「ブライ死の出発」 - Burai Shi no Shuppatsu                | 27 novembre 1992  |         |
| 41 | Blaze, Burai!! 「燃えよブライ!」 - Moe yo Burai!                                     | 4 dicembre 1992   |         |
| 42 | Burai Dies... 「ブライ死す…」 - Burai Shisu...                                       | 11 dicembre 1992  |         |
| 43 | Live Again! Jusouken 「甦れ! 獣奏剣」 - Yomigaere! Jūsōken                           | 18 dicembre 1992  |         |
| 44 | Swordswoman! Japan's Best 「女剣士! 日本一」 - Onna Kenshi! Nihon'ichi               | 25 dicembre 1992  |         |
| 45 | The Foolish Boy 「バカヤロー少年」 - Bakayarō Shōnen                                 | 8 gennaio 1993    |         |
| 46 | Presenting! The Vicious Squadron 「参上! 凶悪戦隊」 - Sanjō! Kyōaku Sentai           | 15 gennaio 1993   |         |
| 47 | Break in! The Final Deciding Battle 「突入! 最終決戦」 - Totsunyū! Saishū Kessen     | 22 gennaio 1993   |         |
| 48 | The Son from the Darkness 「闇からの息子」 - Yama Kara no Musuko                     | 29 gennaio 1993   |         |
| 49 | The Gods Lost!! 「神が負けた!!」 - Kami ga Maketa!!                                  | 5 febbraio 1993   |         |
| 50 | Long Live the Dinosaurs 「恐竜万歳」 - Kyōryū Banzai                                 | 12 febbraio 1993  |         |